# Struga Marszewska
Struga Marszewska – jedna z czterech rzek przepływających przez Goleniów, o długości 8,7 km. Zaczyna się w Marszewie, po prawej stronie drogi prowadzącej do Goleniowa. Przecina tę drogę płynąc równolegle do terenu portu lotniczego Szczecin-Goleniów. Przepustem przechodzi przez drogę Goleniów-Nowogard (droga krajowa nr 6), dopływa do Żółwiej Błoci, tu przecina drogę do Niewiadowa i płynie przy torach kolejowych do Świnoujścia. Przepustem kolejowym przechodzi do lasu za zakładem karnym, drugi raz przechodzi pod torami i obok przejazdu kolejowo-drogowego wpływa do stawów rybnych. Wypływa z drugiej strony stawów i tam jest spiętrzona zastawką. Pozostał tu budynek po dawnym młynie, który jeszcze w latach 40. XX wieku był czynny. Dalej rzeka przecina po raz trzeci drogę do Nowogardu i na podmokłych łąkach łączy się ze Strumykiem Goleniowskim.
Szerokość dna Strugi waha się od 0,4 do 1,2 m, spadek dna od 0,5 do 1,4 promila. Na trasie jest 9 przepustów i 5 mostów. Do Strugi Marszewskiej wpadają zbieracze i sączki drenarskie z rejonu Marszewa i Żółwiej Błoci.